# Guangdongs Olympiastadion
Guangdongs Olympiastadion är en arena avsedd för många ändamål i Guangzhou (tidigare Kanton) i Kina. För närvarande är den framför allt använd som fotbollsarena. Stadion byggdes 2001. Den har en kapacitet på 80 012 sittplatser, som är färgade i olika färger för att skapa ett visst mönster.
Stadion öppnades för allmänheten vid de nionde Nationella Spelen i Kina 2001. Den var från början planerad för olympiska sommarspelen 2008, tills beslutet att bygga Pekings Nationalstadion togs. Utformningen av arenan presenterades ursprungligen 1999. Med utgångspunkt i Guangzhous smeknamn Blomsterstaden utformade den amerikanska arkitektfirman Ellerbe Becket Olympiastadions tak på ett sätt som påminner om kronbladen på en blomma.

## Evenemang
- Stadion var värd för de asiatiska spelen 2010.

## Fotnoter
1. ↑  ”ArchitectureWeek - Design - China's Banner Stadium - 2002.0501”. Arkiverad från originalet den 23 april 2009. https://web.archive.org/web/20090423073050/http://www.architectureweek.com/2002/0501/design_1-1.html#. Läst 20 augusti 2008.